# 凯尔康
凯尔康（法語：Quercamps，法語發音：[kɛʁkɑ̃]）是法国上法蘭西大區加来海峡省的一个市镇，属于圣奥梅尔区。

## 地理
凯尔康（50°45'6"N, 2°3'5"E）面积1.98 平方千米，位于法国上法蘭西大區加来海峡省，该省份为法国北部沿海省份，西北濒北海，南至索姆省，东临北部省。
与凯尔康接壤的市镇（或旧市镇、城区）包括：埃姆河畔图尔讷姆、阿坎-韦斯特贝库尔、阿尔基讷、博南格莱萨德尔、布沃兰冈、茹尔尼。

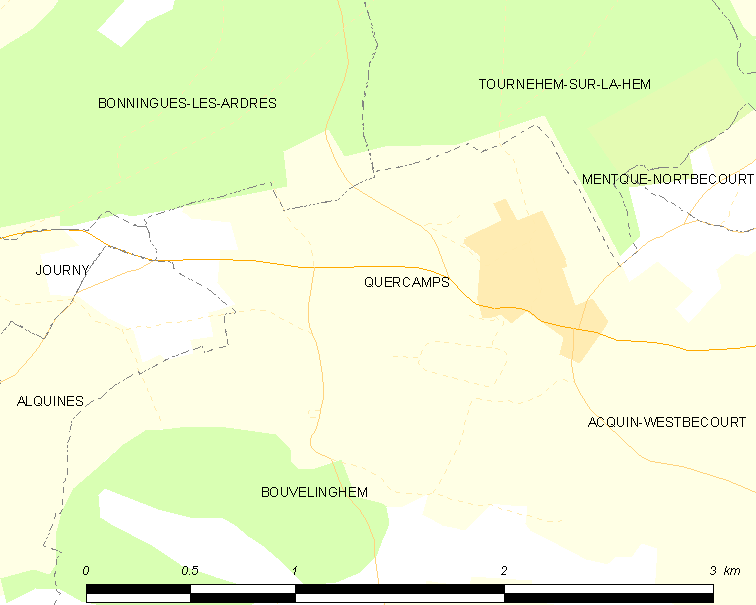
凯尔康的OSM定位图

凯尔康的时区为UTC+01:00、UTC+02:00（夏令时）。

## 行政
凯尔康的邮政编码为62380，INSEE市镇编码为62675。

## 政治
凯尔康所属的省级选区为兰布尔县。

## 人口

1962-2008年间凯尔康人口变化图示

凯尔康于2022年1月1日时的人口数量为286人。